# William Baugh
William Baugh, död 1942, pionjärofficer i Frälsningsarmén i England och Kanada, sångförfattare.

## Sånger
- Jag vilse gick i många år